# Línea Odakyu Odawara
La línea Odawara (小田原線,Odawara-sen?) es una línea de ferrocarril operada por Odakyu Railway. Conecta la estación de Shinjuku , en Tokio, con la estación de Odawara. Las siglas de esta línea son OH.

## Historia
Odakyu Railway inauguró la línea Odawara desde Shinjuku a Odawara en  1927. La línea estuvo electrificada desde el principio, pero era de vía única. Más tarde ese año, se duplicó la vía y comenzaron a circular trenes que efectuaban el servicio exprés. Con la construcción de una tercera vía, desde 1950, la línea conecta directamente con la línea Hakone hasta la estación de Hakone-Yumoto. En 1955, se llegaría a un convenio con los antiguos Ferrocarriles Nacionales Japoneses (hoy JR East) para que a la altura de Shin-Matsuda hubiera un enlace con en la línea Gotemba.
Tras las obras de renovación de la estación de Shinjuku se habilitó desde el 1978 una conexión con la línea Chiyoda de Tokyo Metro.
|                       |
| Línea Odawara en 1936 |

## Material móvil

#### Romancecar(servicio exprés)
- Serie 70000 GSE
- Serie 60000 MSE（prestan los servicios que circulan por la línea Chiyoda de Tokyo Metro）
- Serie 30000 EXE（Desde 2017, las unidades renovadas reciben el nombre de "EXEα"）

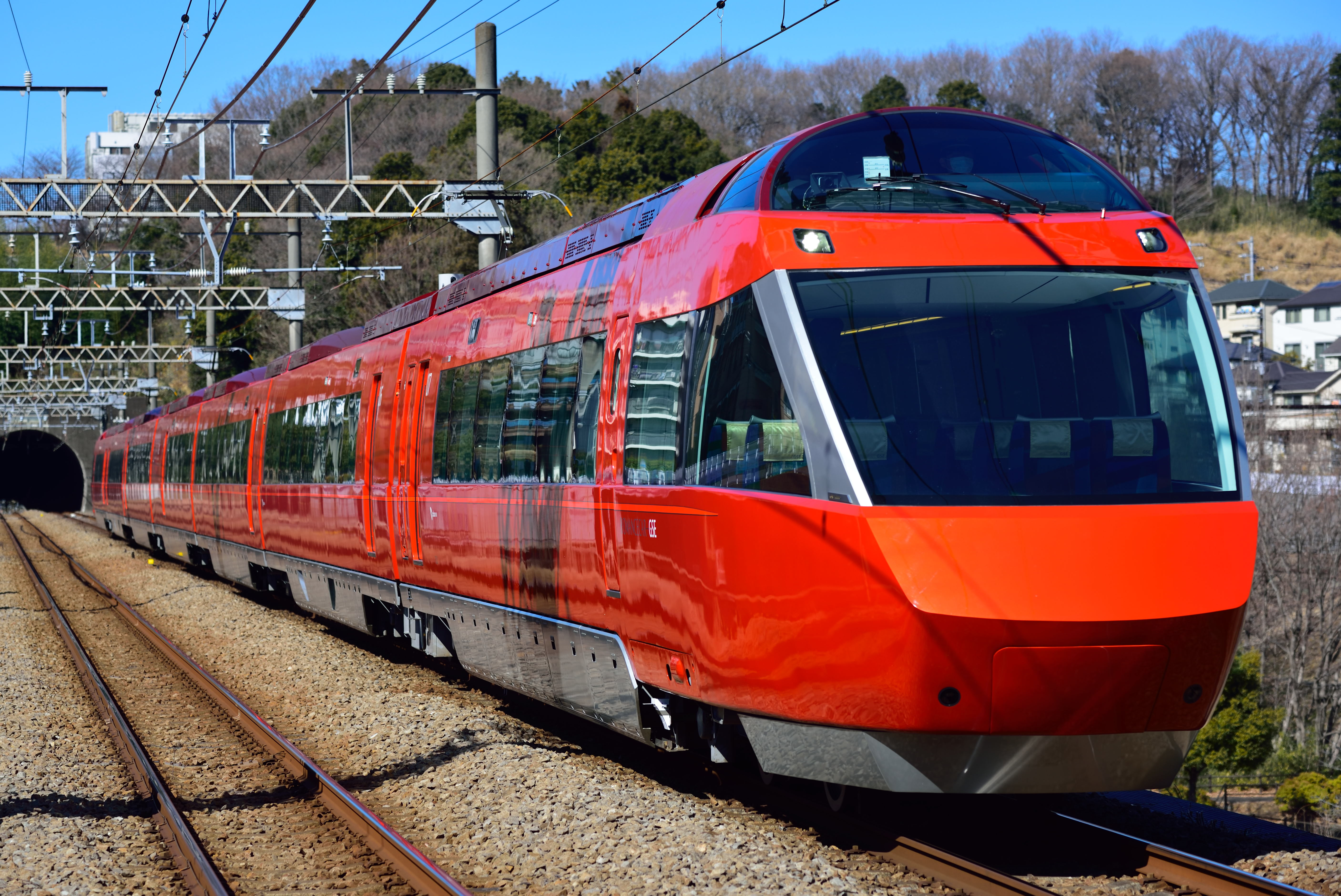
Serie 70000 GSE
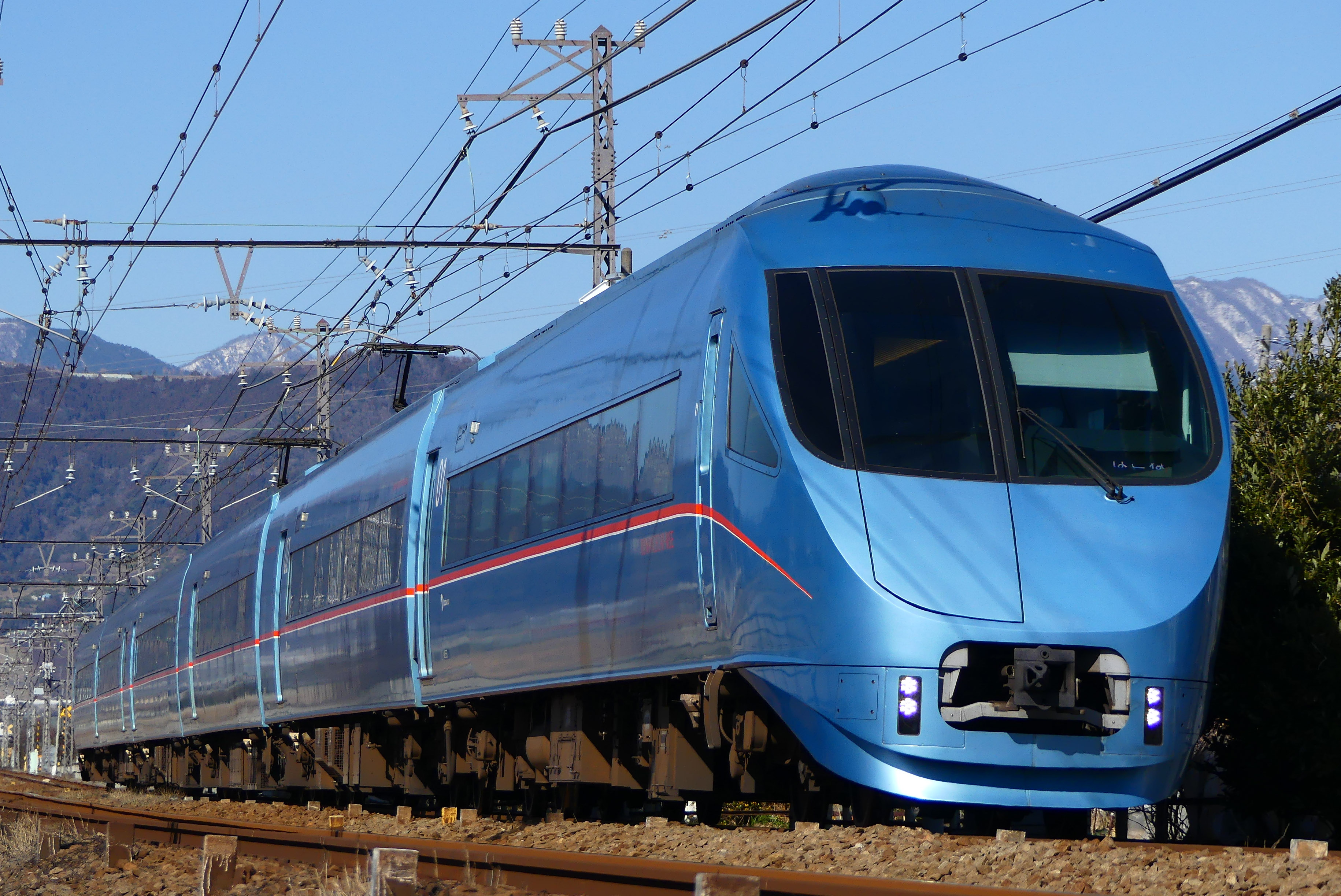
Serie 60000 MSE
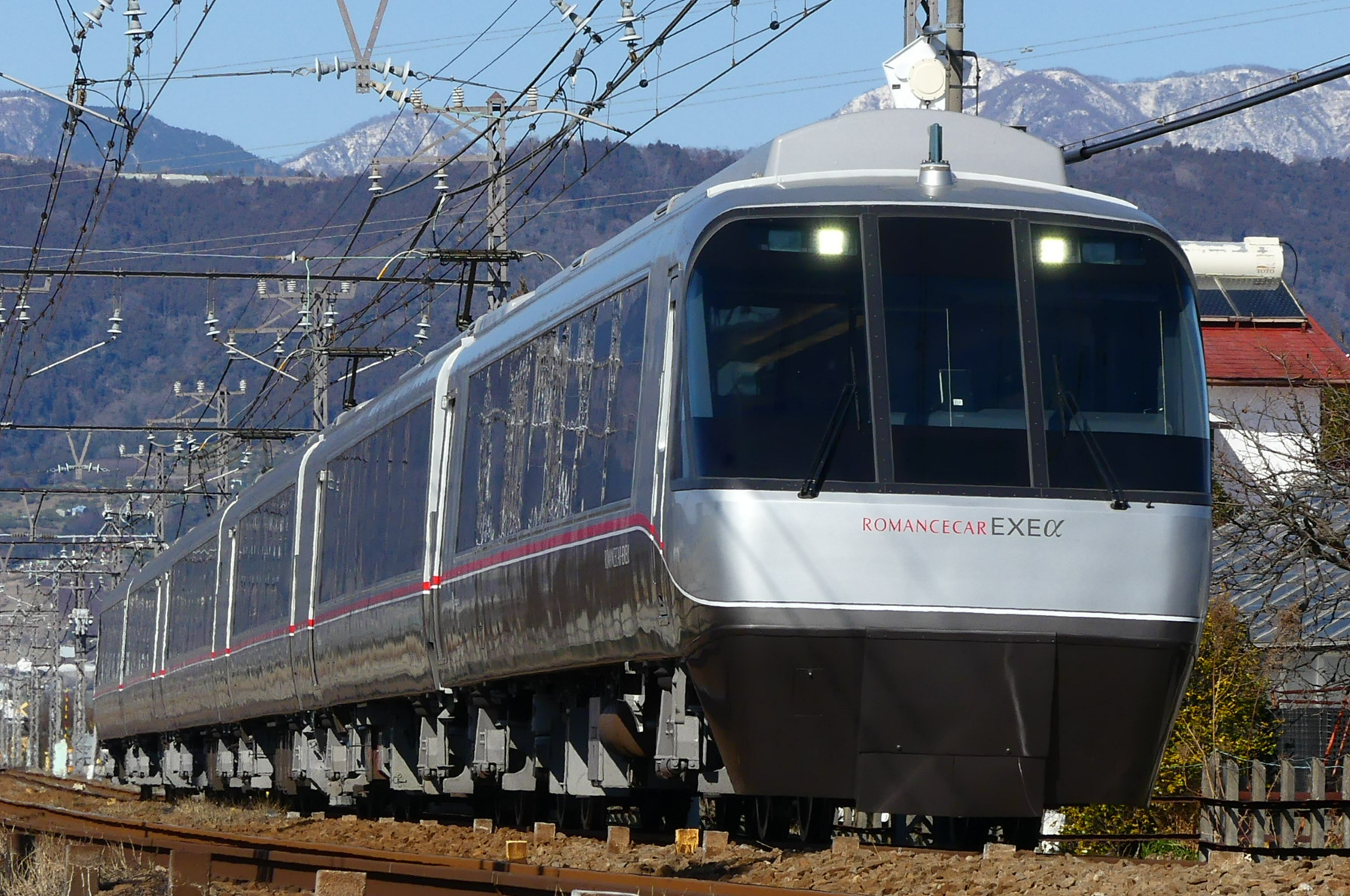
Serie 30000 EXEα
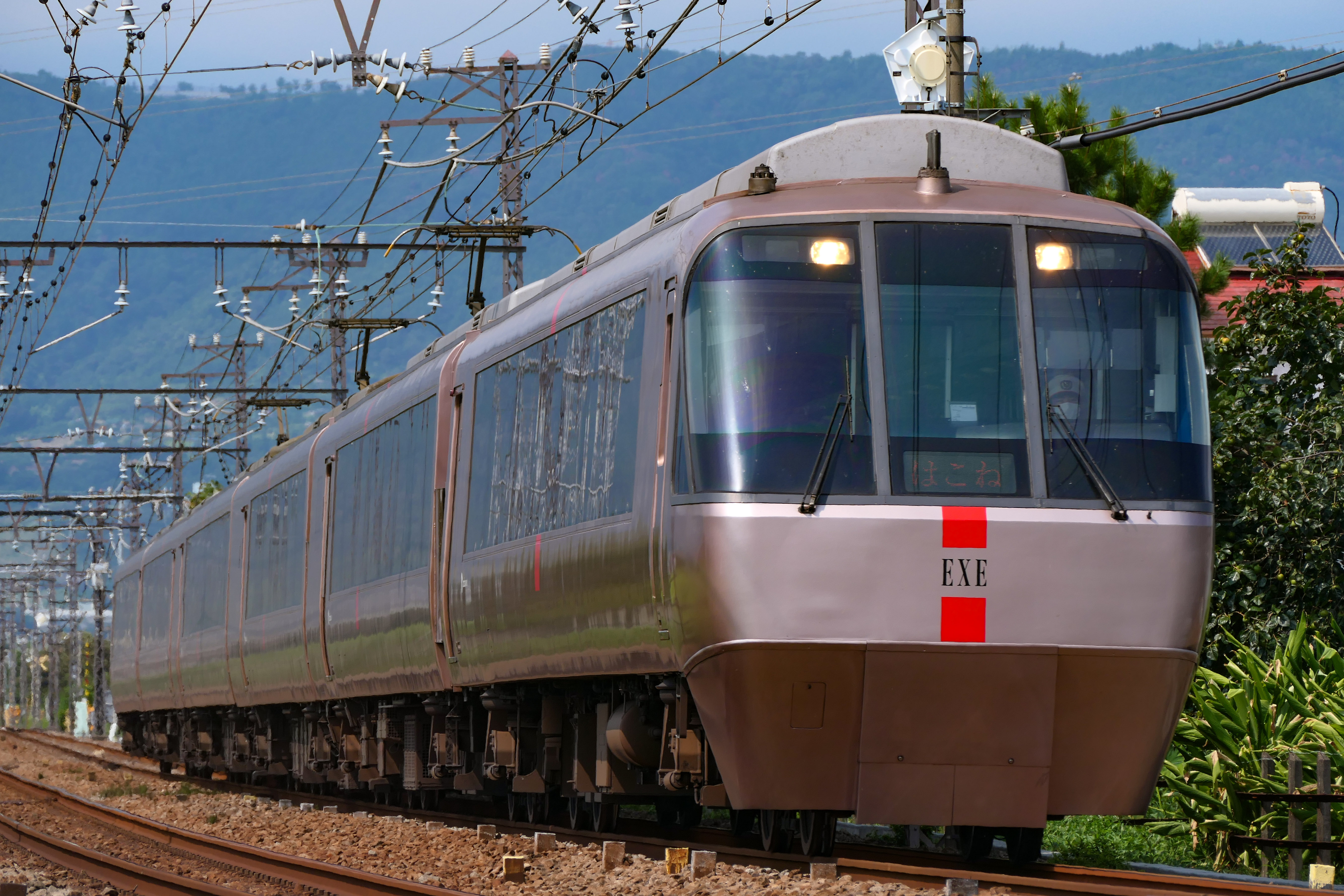
Serie 30000 EXE

#### Cercanías
Propiedad de Odakyu

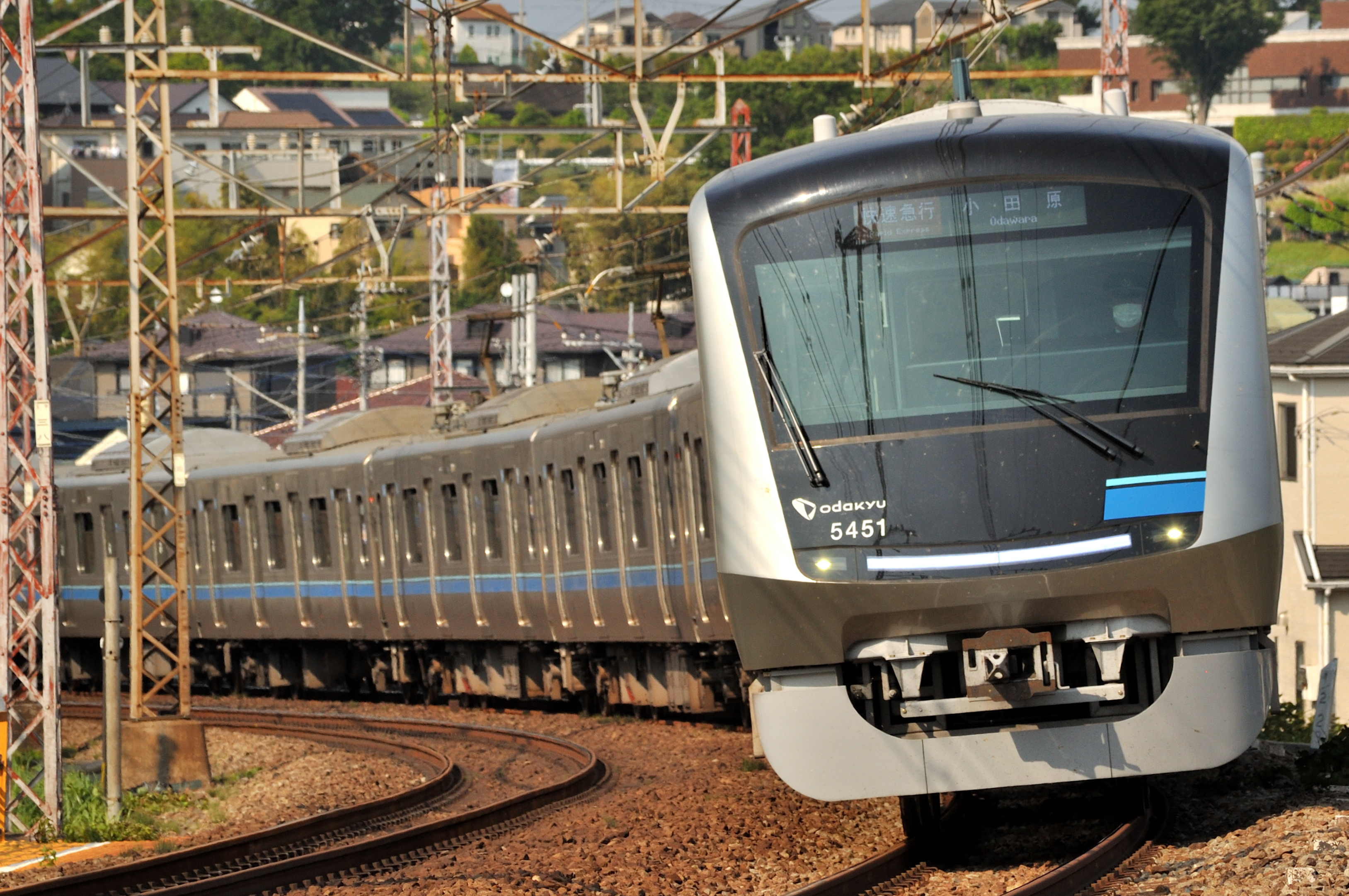
Serie 5000 (segunda generación)
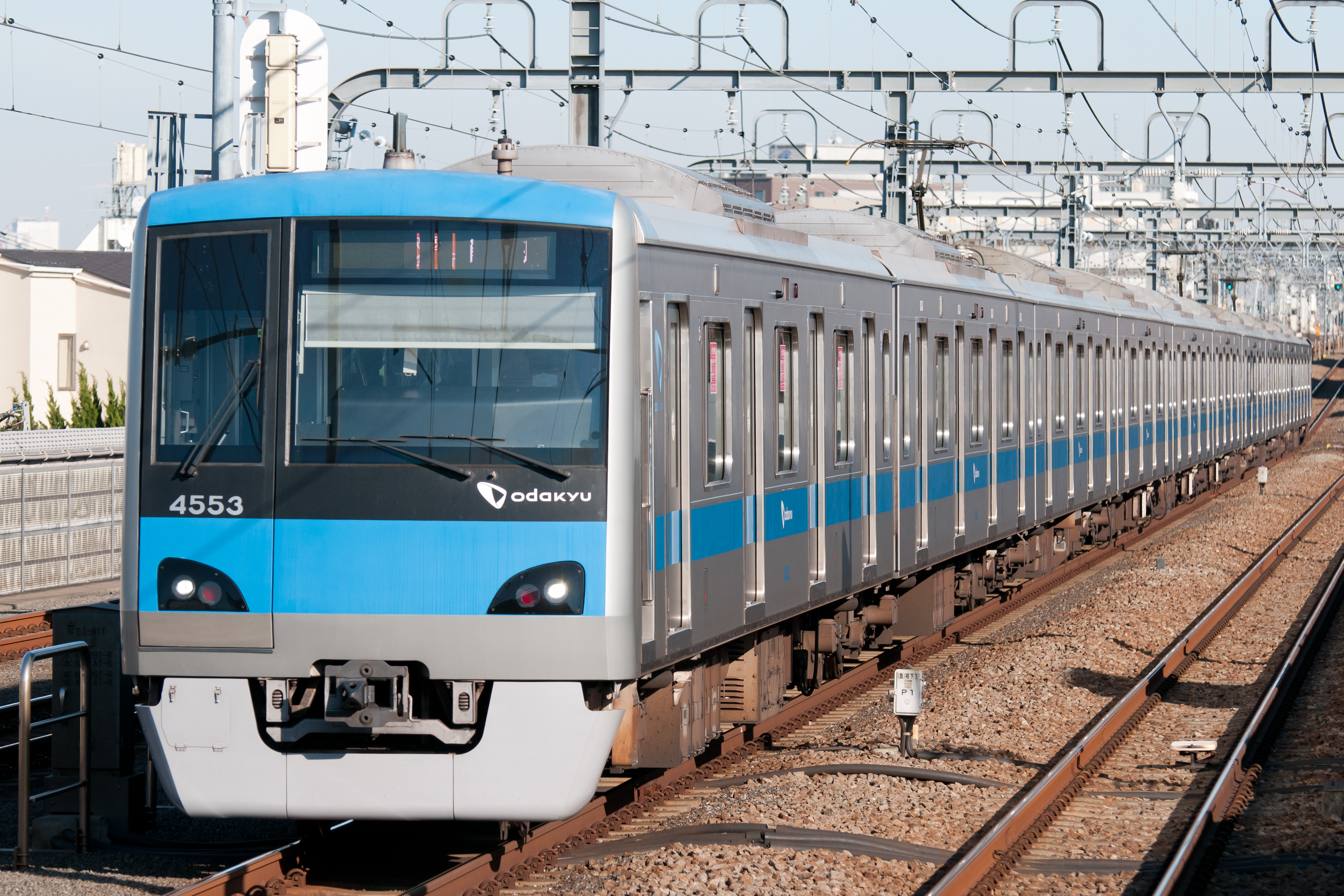
Serie 4000 (segunda generación) (presta los servicios que continúan por la línea Chiyoda de Tokyo Metro y la línea Joban de JR East[5] )
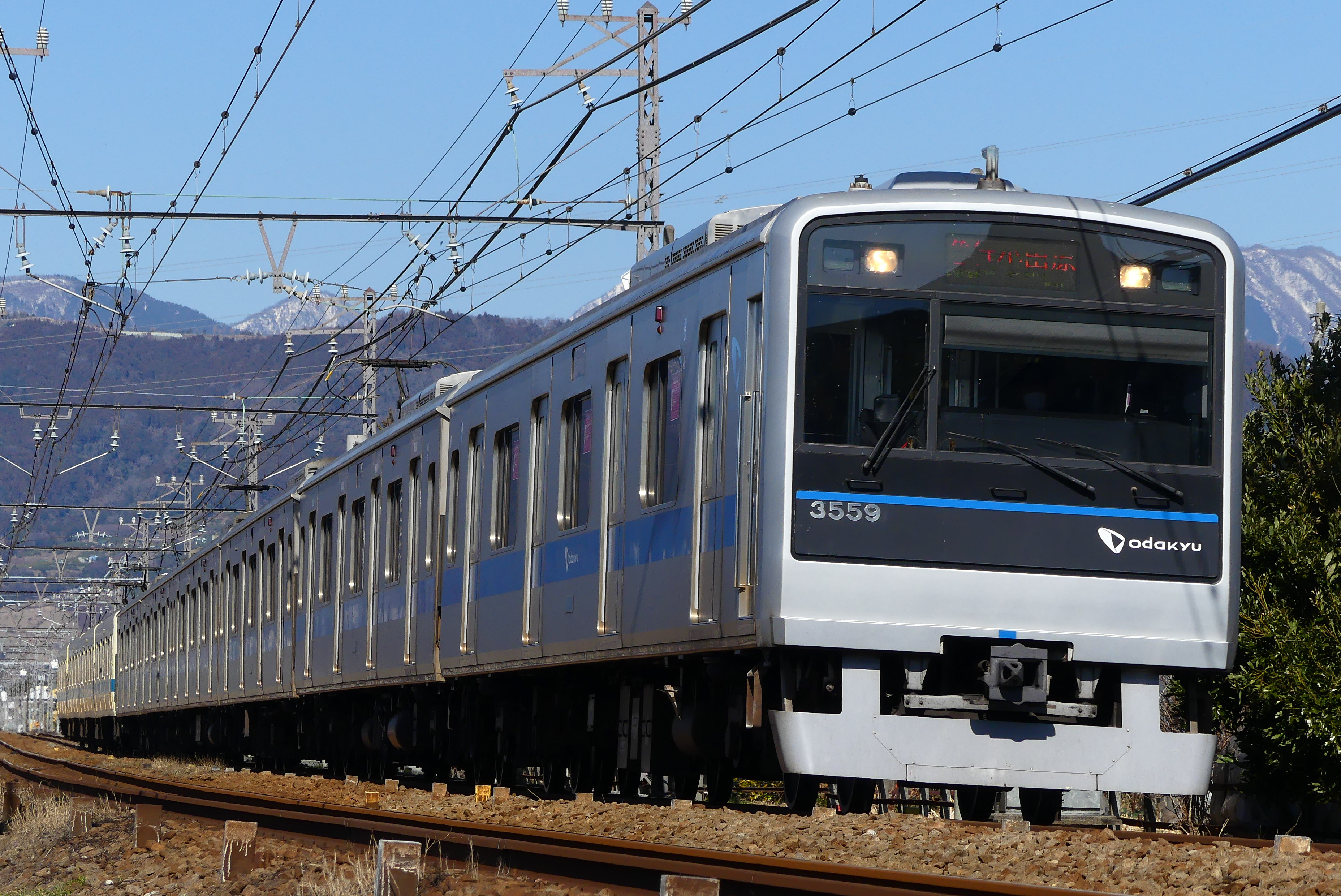
Serie 3000 (segunda generación)
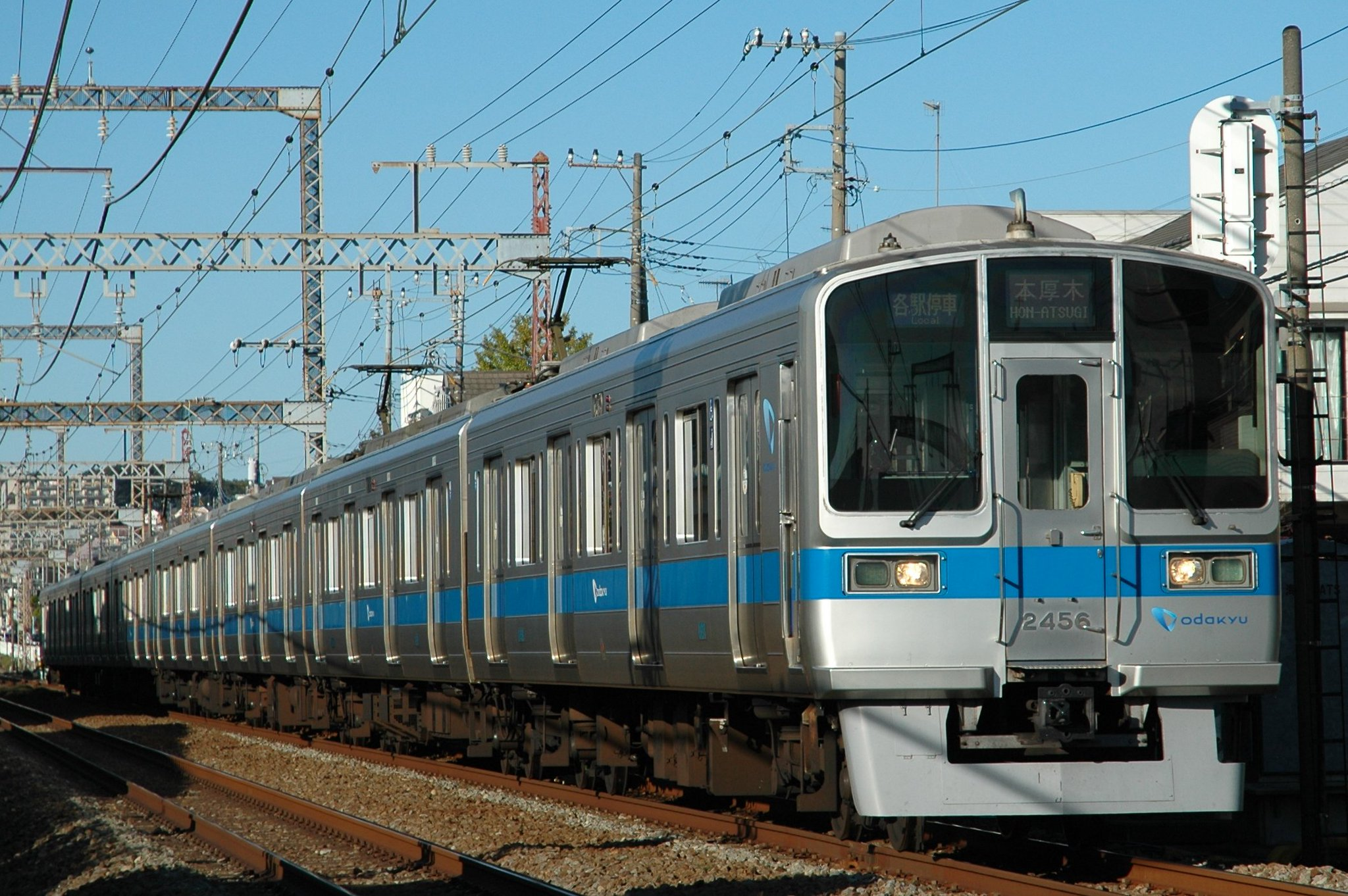
Serie 2000
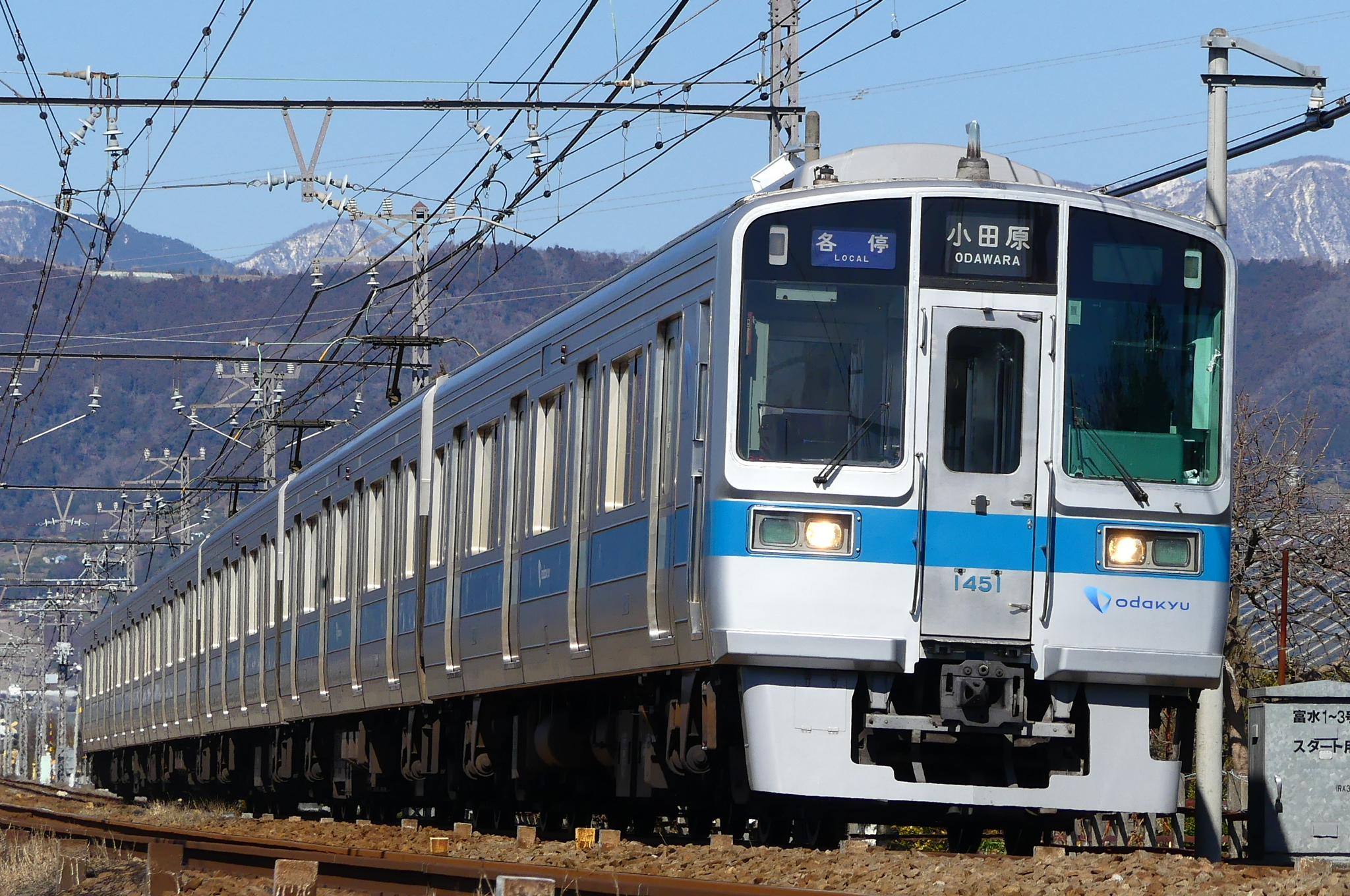
Serie 1000
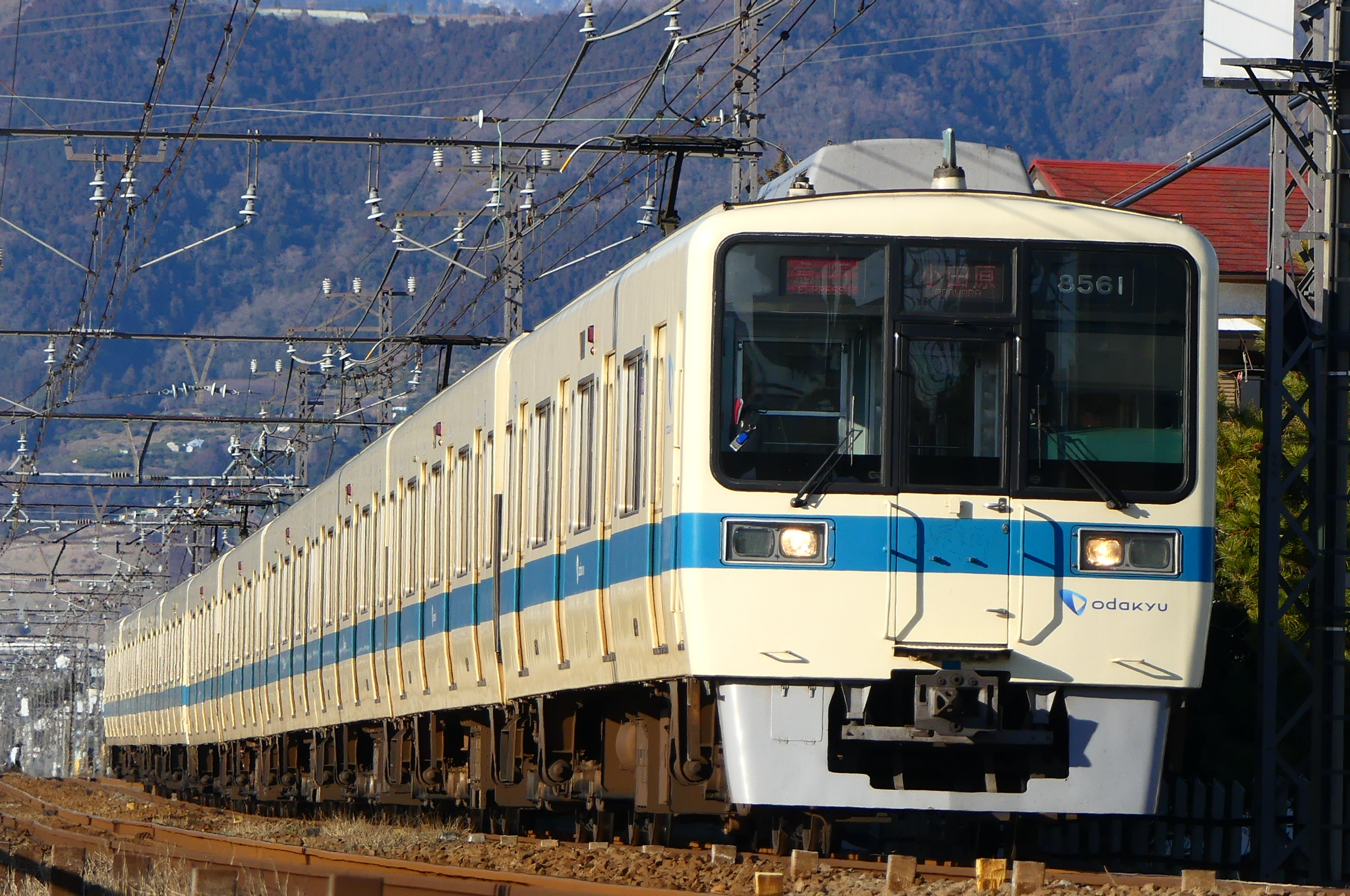
Serie 8000

- Serie 5000 (segunda generación)
- Serie 4000 (segunda generación)
- Serie 3000 (segunda generación)
- Serie 2000
- Serie 1000
- Serie 8000

Propiedad de Tokyo Metro
- Serie 16000

Propiedad de JR East
- Serie E233

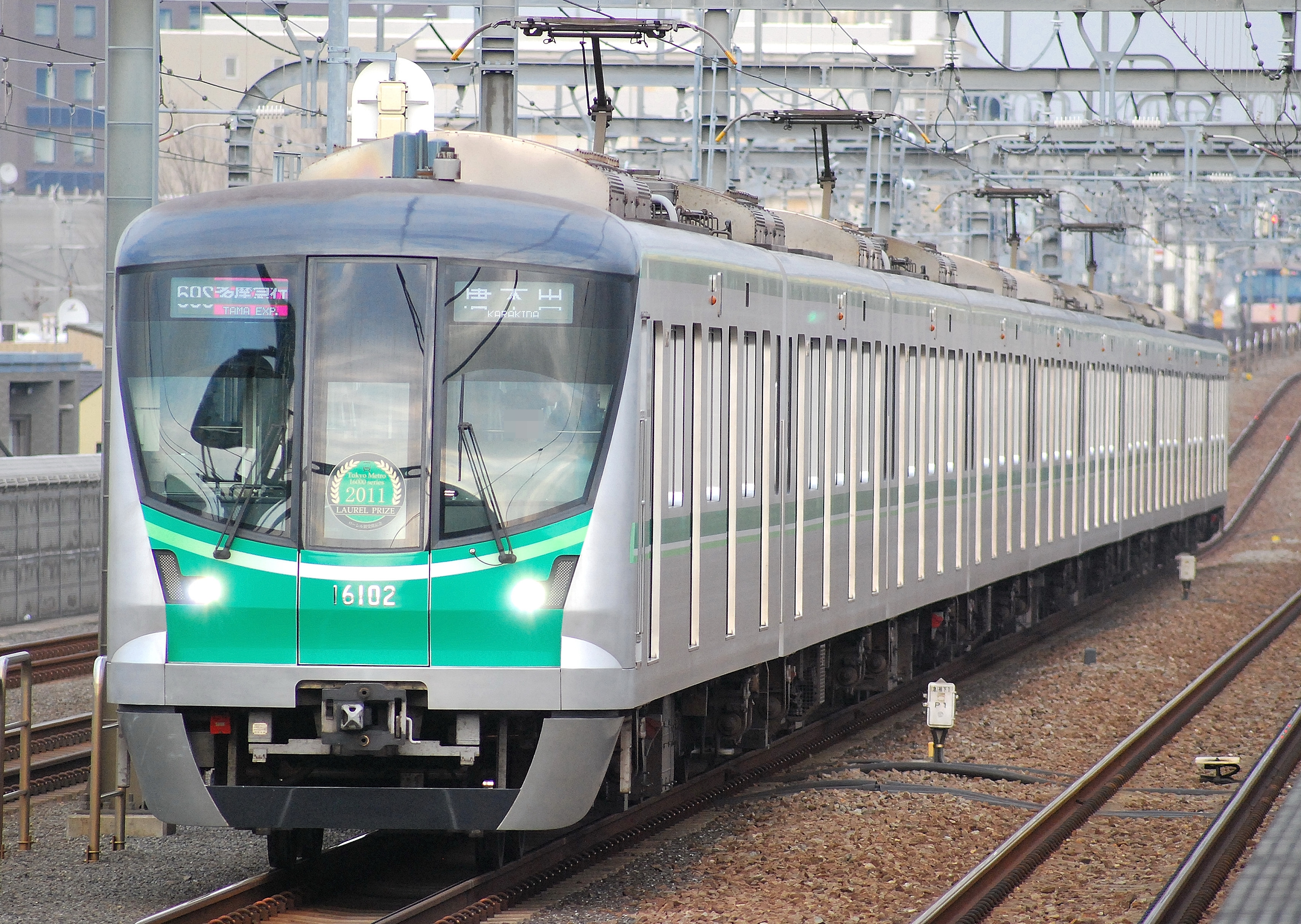
小田原線に乗り入れる東京地下鉄の16000系
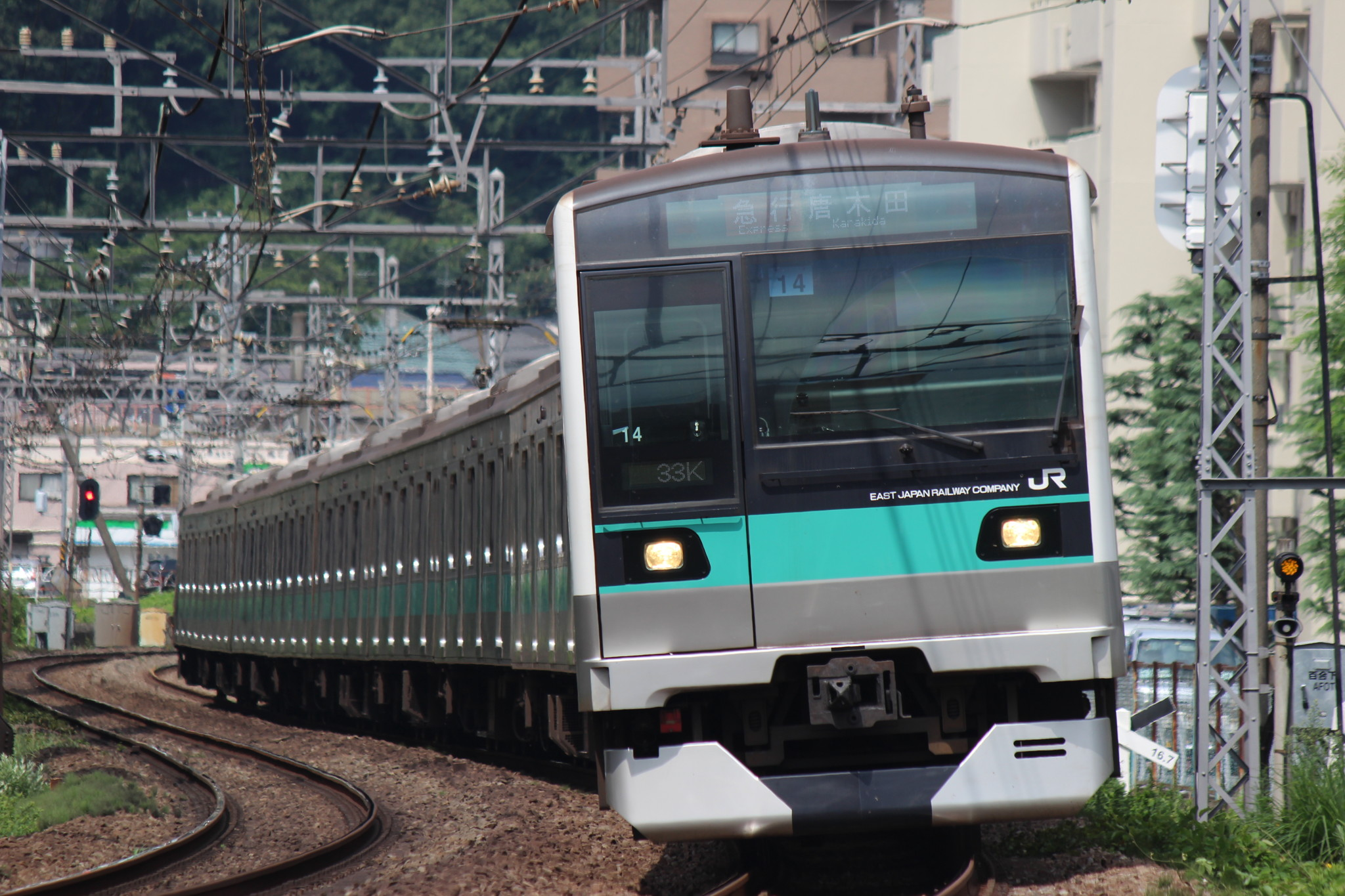
2016年3月26日改正から小田急への乗り入れ運用を開始したJR東日本のE233系2000番台

## Estaciones
| Código | Nombre             | Correspondencia | Prefectura | Lugar      |
| ------ | ------------------ | --------------- | ---------- | ---------- |
| OH01   | Shinjuku           |                 | Tokio      | Shinjuku   |
| OH02   | Minami-Shinjuku    |                 | Tokio      | Shibuya    |
| OH03   | Sangūbashi         |                 | Tokio      | Shibuya    |
| OH04   | Yoyogi-Hachiman    |                 | Tokio      | Shibuya    |
| OH05   | Yoyogi-Uehara      |                 | Tokio      | Shibuya    |
| OH06   | Higashi-Kitazawa   |                 | Tokio      | Setagaya   |
| OH07   | Shimo-Kitazawa     |                 | Tokio      | Setagaya   |
| OH08   | Setagaya-Daita     |                 | Tokio      | Setagaya   |
| OH09   | Umegaoka           |                 | Tokio      | Setagaya   |
| OH10   | Gōtokuji           |                 | Tokio      | Setagaya   |
| OH11   | Kyōdō              |                 | Tokio      | Setagaya   |
| OH12   | Chitose-Funabashi  |                 | Tokio      | Setagaya   |
| OH13   | Soshigaya-Ōkura    |                 | Tokio      | Setagaya   |
| OH14   | Seijōgakuen-mae    |                 | Tokio      | Setagaya   |
| OH15   | Kitami             |                 | Tokio      | Setagaya   |
| OH16   | Komae              |                 | Tokio      | Komae      |
| OH17   | Izumi-Tamagawa     |                 | Tokio      | Komae      |
| OH18   | Noborito           |                 | Kanagawa   | Kawasaki   |
| OH19   | Mukōgaoka-Yūen     |                 | Kanagawa   | Kawasaki   |
| OH20   | Ikuta              |                 | Kanagawa   | Kawasaki   |
| OH21   | Yomiuriland-mae    |                 | Kanagawa   | Kawasaki   |
| OH22   | Yurigaoka          |                 | Kanagawa   | Kawasaki   |
| OH23   | Shin-Yurigaoka     |                 | Kanagawa   | Kawasaki   |
| OH24   | Kakio              |                 | Kanagawa   | Kawasaki   |
| OH25   | Tsurukawa          |                 | Tokio      | Machida    |
| OH26   | Tamagawagakuen-mae |                 | Tokio      | Machida    |
| OH27   | Machida            |                 | Tokio      | Machida    |
| OH28   | Sagami-Ōno         |                 | Kanagawa   | Sagamihara |
| OH29   | Odakyū-Sagamihara  |                 | Kanagawa   | Sagamihara |
| OH30   | Sōbudai-mae        |                 | Kanagawa   | Zama       |
| OH31   | Zama               |                 | Kanagawa   | Zama       |
| OH32   | Ebina              | ■ Línea Sagami  | Kanagawa   | Ebina      |
| OH33   | Atsugi             | ■ Línea Sagami  | Kanagawa   | Ebina      |
| OH34   | Hon-Atsugi         |                 | Kanagawa   | Atsugi     |
| OH35   | Aikō-Ishida        |                 | Kanagawa   | Atsugi     |
| OH36   | Isehara            |                 | Kanagawa   | Isehara    |
| OH37   | Tsurumaki-Onsen    |                 | Kanagawa   | Hadano     |
| OH38   | Tōkaidaigaku-mae   |                 | Kanagawa   | Hadano     |
| OH39   | Hadano             |                 | Kanagawa   | Hadano     |
| OH40   | Shibusawa          |                 | Kanagawa   | Hadano     |
| OH41   | Shin-Matsuda       |                 | Kanagawa   | Matsuda    |
| OH42   | Kaisei             |                 | Kanagawa   | Kaisei     |
| OH43   | Kayama             |                 | Kanagawa   | Odawara    |
| OH44   | Tomizu             |                 | Kanagawa   | Odawara    |
| OH45   | Hotaruda           |                 | Kanagawa   | Odawara    |
| OH46   | Ashigara           |                 | Kanagawa   | Odawara    |
| OH47   | Odawara            |                 | Kanagawa   | Odawara    |